# 21530 Despiau
21530 Despiau è un asteroide della fascia principale. Scoperto nel 1998, presenta un'orbita caratterizzata da un semiasse maggiore pari a 2,7270805 UA e da un'eccentricità di 0,0597940, inclinata di 10,74714° rispetto all'eclittica.
L'asteroide è dedicato a Norberto Despiau, membro dello staff tecnico dell'osservatorio di Arecibo.